# Onesin Cvitan
Onesin Cvitan (Tribunj kod Šibenika, 16. veljače 1939.), hrvatski pravnik i političar te prvigradonačelnik Splita (1990. – 1991.) nakon osamostaljenja Republike Hrvatske.
Godine 1991. obnašao je dužnost ministra unutarnjih poslova Republike Hrvatske, nakon čega je bio veleposlanik u Ukrajini (1992. – 1995.) i Makedoniji (1995. – 1997.).